# Dimo Wache
Dimo Wache (ur. 1 listopada 1973 w Brake) – niemiecki piłkarz występujący na pozycji bramkarza.

## Kariera klubowa
Wache jako junior grał w klubach SC Ovelgönne, VfL Brake, VfB Oldenburg oraz Bayer 04 Leverkusen. W 1992 roku przeszedł do pierwszoligowej Borussii Mönchengladbach. W 1995 roku zdobył z klubem Puchar Niemiec. W Borussii spędził 3 lata, jednak w tym czasie nie zdołał zadebiutować w jej barwach.
W 1995 roku Wache odszedł do 1. FSV Mainz 05 z 2. Bundesligi. Pierwszy ligowy mecz zaliczył tam 17 września 1995 roku przeciwko Fortunie Kolonia (0:1). W sezonie 1995/1996 rywalizował o miejsce w składzie ze Stephanem Kuhnertem i w lidze zagrał 18 razy. Od początku następnego sezonu stał się podstawowym bramkarzem Mainz. W 2004 roku awansował z klubem do Bundesligi. W tych rozgrywkach zadebiutował 8 sierpnia 2004 roku w przegranym 2:4 pojedynku z VfB Stuttgart. W 2007 roku spadł z zespołem do 2. Bundesligi. W 2009 roku ponownie awansował z nim jednak do Bundesligi. W 2010 roku zakończył karierę.

## Kariera reprezentacyjna
W 1994 roku Wache rozegrał jedno spotkanie w reprezentacji Niemiec U-21.